# Iza (Colômbia)

Localização de Iza no departamento de Boyacá.

Iza é um município no departamento de Boyacá, na Colômbia.